# Chubby Johnson
Pour les articles homonymes, voir Johnson.

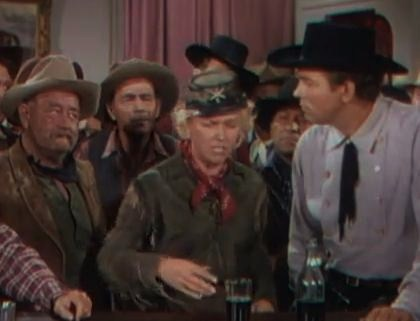
de g. à d. (au premier plan) : Chubby Johnson, Doris Day et Howard Keel, dans La Blonde du Far-West (1953)

Charles Rutledge « Chubby » Johnson est un acteur américain, né le 13 août 1903 à Terre Haute (Indiana), mort le 31 octobre 1974 à Los Angeles — Quartier d'Hollywood (Californie).

## Biographie
Au cinéma, Chubby Johnson débute — dans un petit rôle non crédité — dans le western Règlement de comptes à Abilene Town d'Edwin L. Marin (avec Randolph Scott et Ann Dvorak), sorti en 1946. Son deuxième film (également un western : il en tournera souvent durant sa carrière) est La Révolte des dieux rouges de William Keighley (1950, avec Errol Flynn et Patrice Wymore). Les deux derniers de ses quarante-cinq films américains sortent en 1969, dont la comédie-western Ne tirez pas sur le shérif (Support Your Local Sheriff!) de Burt Kennedy (avec James Garner et Joan Hackett).
Entretemps, citons Les Affameurs (1952) et Je suis un aventurier (1954), tous deux réalisés par Anthony Mann et avec James Stewart, La Blonde du Far-West de David Butler (1953, avec Doris Day et Howard Keel), Le Bord de la rivière d'Allan Dwan (1957, avec Ray Milland et Anthony Quinn), ou encore le film de science-fiction Cyborg 2087 de Franklin Adreon (1966, avec Michael Rennie et Karen Steele).
À la télévision, Chubby Johnson collabore à quarante-sept séries américaines (là encore, plusieurs dans le domaine du western) entre 1952 et 1972 — année où il se retire —, dont Maverick (huit épisodes, 1957-1961, avec James Garner), Les Mystères de l'Ouest (deux épisodes, 1967, avec Robert Conrad et Ross Martin) et Bonanza (huit épisodes, 1962-1972, avec Lorne Greene).

## Filmographie partielle

### Au cinéma
- 1946 : Règlement de comptes à Abilene Town (Abilene Town) d'Edwin L. Marin : Un propriétaire
- 1950 : La Révolte des dieux rouges (Rocky Mountain) de William Keighley : Gil Craigie
- 1950 : La Femme sans loi (Frenchie) de Louis King : Un mineur
- 1951 : Fort Dodge Stampede (en) d'Harry Keller : « Skeeter » Davis
- 1951 : La Furie du Texas (Fort Worth) d'Edwin L. Marin : Le shérif
- 1951 : La Quatrième Issue (The Raging Tide) de George Sherman : « Général » Ball
- 1951 : Convoi de femmes (Westward the Women) de William A. Wellman : Jim Stacey
- 1951 : Le Foulard (The Scarf) d'Ewald André Dupont : Le gérant de l'épicerie
- 1952 : Les Affameurs (Bend of the River) d'Anthony Mann : Cap'taine Mello
- 1952 : Here Come the Nelsons de Frederick de Cordova : Tex
- 1952 : Le train sifflera trois fois (High Noon) de Fred Zinnemann : Le premier vieil homme sous le porche de l'hôtel
- 1952 : The Treasure of Lost Canyon (en) de Ted Tetzlaff : Baltimore Dan
- 1953 : Quand la poudre parle (Law and Order) de Nathan Juran : Denver Cahoon
- 1953 : La Blonde du Far-West (Calamity Jane) de David Butler : Rattlesnake
- 1953 : Le Sabre et la Flèche (Last of the Comanches) d'André de Toth : Henry Ruppert
- 1953 : Le Justicier impitoyable (Back to God's Country) de Joseph Pevney : Shorter
- 1954 : La Reine de la prairie (Cattle Queen of Montana) d'Allan Dwan : Nat Collins
- 1954 : Dans les bas-fonds de Chicago (The Human Jungle) de Joseph M. Newman : Greenie
- 1954 : Je suis un aventurier (The Far Country) d'Anthony Mann : Dusty
- 1955 : Les Rôdeurs de l'aube (Rage at Dawn) de Tim Whelan : Hyronemus
- 1955 : Headline Hunters de William Witney : Ned Powers
- 1955 : Les Années sauvages (The Rawhide Years) de Rudolph Maté : Gif Lessing
- 1955 : Le mariage est pour demain (Tennessee's Partner) d'Allan Dwan : Grubstake McNiven
- 1956 : La première balle tue (The Fastest Gun Alive) de Russell Rouse : Frank Stringer
- 1956 : Attaque à l'aube (en) (The First Texan) de Byron Haskin : Deaf Smith
- 1956 : La Loi de la prairie (Tribute to a Bad Man) de Robert Wise : Baldy
- 1957 : Gunfire at Indian Gap (en) de Joseph Kane : Samuel
- 1957 : Jesse James, le brigand bien-aimé (The True Story of Jesse James) de Nicholas Ray : Arkew
- 1957 : Le Pays de la haine (en) (Drango) d'Hall Bartlett et Jules Bricken : Zeb
- 1957 : Le Bord de la rivière (The River's Edge) d'Allan Dwan : Whiskers
- 1962 : The Firebrand (en) de Maury Dexter : Tampico
- 1963 : Le Motel du crime (Twilight of Honor) de Boris Sagal : Gannon
- 1964 : Le Cirque du docteur Lao (7 Faces of Dr Lao) de George Pal : Le gros cow-boy
- 1966 : Cyborg 2087 de Franklin Adreon : Oncle Pete
- 1967 : L'Honorable Griffin (The Adventures of Bullwhip Griffin) de James Neilson : Le premier vieil homme au salon de coiffure
- 1969 : Ne tirez pas sur le shérif (Support Your Local Sheriff!) de Burt Kennedy : Brady
- 1969 : Sam Whiskey le dur (Sam Whiskey) d'Arnold Laven : Le forgeron

### À la télévision
(séries)
- 1956-1958 : Rintintin (The Adventures of Rin Tin Tin)
  - Saison 2, épisode 34 Rusty Meets Mr. Nobody (1956) : Jake Wallace
  - Saison 5, épisode 11 The Best Policy (1958) de William Beaudine : Jake Appleby
- 1957 : Circus Boy
  - Saison 1, épisode 26 The Pawnee Strip de George Archainbaud : Harry Garth
- 1957-1960 : Sugarfoot
  - Saison 1, épisode 1 Brannigan's Boots (1957) de Leslie H. Martinson : Wally Higgins
  - Saison 3, épisode 14 Return to Boot Hill (1960) : Hank
- 1957-1961 : Maverick
  - Saison 1, épisode 6 Stage West (1957) de Leslie H. Martinson : Simmons
  - Saison 2, épisode 26 The Strange Journey of Jenny Hill (1959) de Douglas Heyes : Le messager
  - Saison 3, épisode 1 Pappy (1959 - Chester Miller), épisode 3 The Sheriff of Duck 'n' Shoot (1959 - Billy Waker) de George Waggner et épisode 25 The Misfortune Teller (1960 - Jud) d'Arthur Lubin
  - Saison 4, épisode 15 The Maverick Line (1960 - Dutch Wilcox) de Leslie Goodwins, épisode 15 Destination Devil's Flat (1960 - Oscar) de James V. Kern et épisode 18 The Cactus Switch (1961 - Andy Gish) de George Waggner
- 1958 : La Grande Caravane (Wagon Train)
  - Saison 2, épisode 8 The Millie Davis Story de Jerry Hopper : Judd
- 1960 : Au nom de la loi (Wanted : Dead or Alive)
  - Saison 2, épisode 26 Le Chinois (Black Belt) de George Blair : Chalmy Cove
- 1960-1962 : L'Homme à la carabine (The Rifleman)
  - Saison 2, épisode 20 The Horse Traders (1960 - Kansas Sawyer) de William F. Claxton et épisode 21 The Spoiler (1960 - Walt Avery) de Joseph H. Lewis
  - Saison 4, épisode 27 Guilty Conscience (1962) de Richard Donner : Le vieil homme
- 1961 : Laramie
  - Saison 2, épisode 27 Bitter Glory : Le conducteur de diligence
- 1961-1962 : Denis la petite peste (Dennis the Menace)
  - Saison 3, épisode 6 The School Play (1961) de Charles Barton, épisode 8 Dennis and the Pee Wee League (1961) de Charles Barton et épisode 28 The Treasure Chest (1962) de Charles Barton : Buzz
- 1962-1972 : Bonanza
  - Saison 3, épisode 18 The Ride (1962) de Don McDougall : Toby Barker
  - Saison 4, épisode 11 Gallagher's Sons (1962) de Christian Nyby et épisode 19 The Last Haircut (1963) de William F. Claxton : Sam Sneden
  - Saison 6, épisode 25 Hound Dog (1965) : Abner Ledbetter
  - Saison 8, épisode 16 Ponderosa Explosion (1967) de William F. Claxton : Clyde
  - Saison 9, épisode 14 The Gold Detector (1967) : Cash
  - Saison 12, épisode 23 Terror at 2:00 (1971) de Michael Landon : John Baines
  - Saison 13, épisode 21 Search in Limbo (1972) de Leo Penn : Le vieil homme
- 1963 : Rawhide
  - Saison 5, épisode 22 Pale Rider (Incident of the Pale Rider) de Christian Nyby : Sam Mayhew
- 1963-1969 : Gunsmoke ou Police des plaines (Gunsmoke ou Marshal Dillon)
  - Saison 9, épisode 45 Easy Come (1963) d'Andrew V. McLaglen : Barr
  - Saison 10, épisode 11 Chicken (1964 - Rogers) d'Andrew V. McLaglen et épisode 14 Hammerhead (1964 - Wohaw) de Christian Nyby
  - Saison 14, épisode 18 Gold Town (1969) : Le vieil homme
- 1964-1965 : Daniel Boone
  - Saison 1, épisode 5 The Choosing (1964) : Un trappeur
  - Saison 2, épisode 13 Perilous Journey (1965) de John Florea : Loomis
- 1965 : Lassie
  - Saison 11, épisode 24 Look Homeward, Lassie, Part II : Un prospecteur
- 1965 : La Grande Vallée
  - Saison 1, épisode 12 Night of the Wolf de Joseph H. Lewis : Dr Borland
- 1967 : Les Mystères de l'Ouest (The Wild Wild West)
  - Saison 2, épisode 19 La Nuit des cosaques (The Night of the Tartar) : Un prospecteur
  - Saison 3, épisode 4 La Nuit de la mort du Dr Loveless (The Night Dr Loveless Died) d'Alan Crosland Jr. : Shérif Quayle
- 1968-1969 : Les Aventuriers du Far West (Death Valley Days)
  - Saison 16, épisode 22 The Thirty Calibre Town (1968 - Jericho) et épisode 23 The Other Side of the Mountain (1968 - Davis)
  - Saison 17, épisode 12 Ten Days Millionaires (1968) : Le vieil homme
  - Saison 18, épisode 4 The Tenderfoot (1969) de Jean Yarbrough : Jake